# جوزفين كلوفليا
جوزفين كلوفليا (1829-1875) الشهيرة بالـسويسرية-المولد, سيدة ملتحية قامت بجولة مع بارنوم في «المتحف الأمريكي».

## النشأة
مدام جوزفين كلوفليا, كما كانت غالباً ما توصف بأسم الولادة جوزفين بيوسديتشييني في سويسرا. ولدت مشعرة وفي سن الثامنة وصل شعر اللحية لحوالي اثنين بوصة. وفي سن الرابعة عشرة بدأت جولتها الأوروبية الأولى برفقة والدها ووكيل ثم مع والدها فقط. وفي باريس التقت بالرسام فورتشن كلوفليا وتزوجت منه. كما أنها اكتسبت شهرة إضافية عندما جعلت لحيتها كتقليد للحية نابليون الثالث. في المقابل قدم لها الحاكم مجموعة كبيرة من الألماس.

## الحياة الشخصية
أنجبت جوزفين طفلين، الأبنة الأولى ولدت في عام 1851، وتوفيت في سن الطفولة. ابنها ألبرت، الذي ولد في العام المقبل، كان أهلب كأمه.

## العرض الوظيفي
كل الكلوفليا الأربعة — هي وزوجها والابن والأب — أنتقلوا إلى الولايات المتحدة انضموا إلى فريق بارنوم. كان قياس بارنوم الرسمي للحيتها 6 بوصة، أعطى ألبرت اسماً جديداً — "الرضيع عيسو"، تيمناً بشخصية الكتاب المقدس واقتادوهم إلى المتحف الأمريكي.

## الدعوى
في يوليو 1853 أخذ وليام الكار كلوفليا إلى المحكمة، مدعياً أنها في الواقع ليست سوى إلا رجل محتال. خلال حالة فحص الأطباء لها والتحقق من أنها كانت أنثى رفضت القضية في نهاية المطاف. وهناك إشاعات تشتبه ببارنوم بأنه قد رتب المسألة برمتها بنفسه كـحيلة دعائية.